# A. Tryfiatis-Tripiaris
A. Tryfiatis-Tripiaris fue un ciclista griego. Compitió en los Juegos Olímpicos de Atenas 1896.
Tryfiatis-Tripiaris participó en el evento de las 12 horas pista, sin poder finalizar la prueba.
- Datos: Q279185